# بحر دورفيل

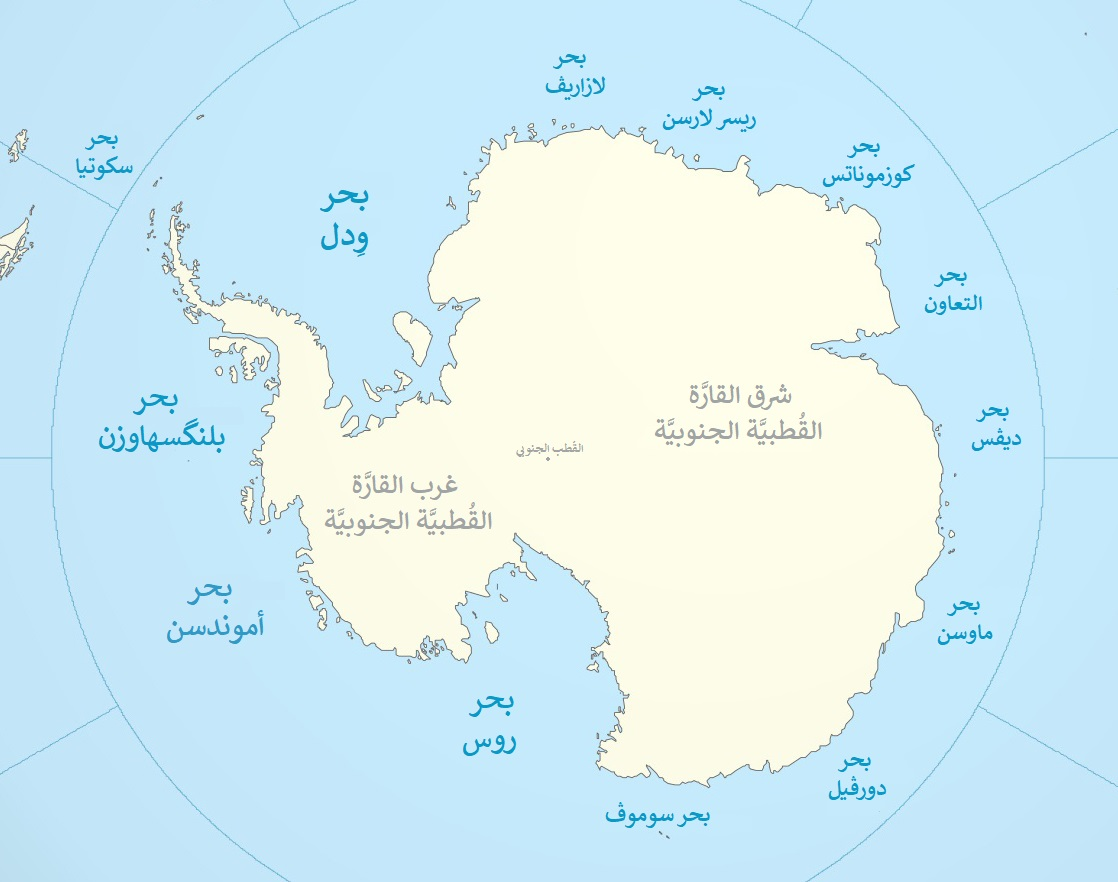
أسفل الصورة بحر دورفيل جزء من المحيط الجنوبي

بحر دورفيل و أرض أديلي الفرنسية

بحر دورفيل هو بحر هامشي وهو جزء من المحيط المتجمد الجنوبي يقع شمال ساحل أرض أديلي الفرنسية، شرق القارة القطبية الجنوبية، يحيطه بحر سوموف إلى الغرب وبحر ماوسن إلى الشرق. سمي بهذا الاسم تيمناً بالمستكشف الفرنسي والضابط جول دومون دورفيل.